# Станкевич, Адам Викентьевич
Ада́м Вике́нтьевич Станке́вич (бел. Адам Станкевіч, пол. Adam Stankiewicz, 22 декабря 1891 (6 января 1892) — 4 декабря 1949) — белорусский католический священник, литературовед, писатель, деятель белорусского возрождения.

## Биография
Родился в деревне Орленяты (ныне Сморгонский район Гродненской области) 22 декабря 1891 года ст. ст. (6 января 1892 года н. ст.).
Учился в Ошмянском городском училище.
В 1914 окончил духовную семинарию в Вильне, был рукоположён в священный сан и направлен на учебу в римо-католическую духовную академию в Петрограде.
В  1918 году получил ученую степень кандидата канонического права. Как в семинарии, так и в академии активно участвовал в деятельности белорусских кружков, сотрудничал с белорусскими газетами «Светач», «Дзянніца», «Гоман».
Являлся одним из инициаторов съезда белорусского католического духовенства в Минске (24-25 мая 1917 года), одним из первых стал использовать белорусский язык в проповедях.
В 1917 году о. Адам Станкевич стал одним из основателей партии «Христианско-демократическое объединение» (бел. «Хрысціянска-дэмакратычная злучнасць»), позднее получившей название «Белорусская христианская демократия» (бел. «Беларуская хрысціянская дэмакратыя», БХД). Среди лидеров БХД были также священники Фабиан Абрантович, Винцент Годлевский и др.
С 1919 года — преподаватель религии в Виленской белорусской гимназии.
В августе 1919 — сентябре 1922 годов — редактор и издатель газеты «Родник» (бел. «Крыніца»). Один из руководителей Белорусского национального комитета в Вильне.

## Межвоенный период
В 1924—1926 годах руководил Товариществом белорусской школы, являлся фактическим руководителем Белорусского института хозяйства и культуры (БиХК). С августа 1919 года по сентябрь 1922 года был редактором-издателем газеты БХД «Крыніца», в 1928-1939 годах — журнала «Хрысціянская думка». Один из основателей белорусской типографии имени Франциска Скорины в Вильно (1926—1940), в которой было издано не менее 146 наименований белорусских религиозных и светских книг, а также Белорусского католического издательства.
В 1922—1928 годах — депутат Польского Сейма, до 1925 года был заместителем главы белорусской фракции (бел. Беларускі пасольскі клуб). На IV съезде БХД (1931) избран членом ЦК партии. Адам Станкевич с пониманием относился к белорусскоязычным католическим священникам. В 1931 году на его квартире покончил жизнь самоубийством национально ориентированный ксендз Франтишек Ромейко, который не выдержал морального давления и запрета на осуществление пастырской деятельности.
В 1933 году А. Станкевич уволен из Виленской белорусской гимназии, работал в торговой школе имени С. Сташиц в Вильно, служил там же в храме св. Николая. В 1938 году выслан польской администрацией в Слоним сроком на 5 лет.

## Вторая мировая война и послевоеная жизнь
Осенью 1939 года вернулся в перешедший под управление Литвы Вильнюс. Адам Станкевич стал директором государственной белорусской прогимназии, возобновил издание газеты «Крыніца». Годы Второй мировой войны пережил в Вильнюсе, служил в церкви св. Михаила.
В конце 1944 года кратковременно арестовывался советскими органами. Затем вновь арестован 13 апреля 1949 года.
31 августа 1949 года Особым совещанием при МГБ СССР осуждён по статьям 58-4 (Оказание помощи международной буржуазии, которая не признаёт равноправия коммунистической системы, стремясь свергнуть её, а равно находящимся под влиянием или непосредственно организованным этой буржуазии общественным группам и организациям в осуществлении враждебной против СССР деятельности) и 58-10 ч. 2 УК РСФСР (Пропаганда или агитация, содержащие призыв к свержению, подрыву или ослаблению Советской власти... , а равно распространение или изготовление или хранение литературы того же содержания. Те же действия при массовых волнениях или с использованием религиозных или национальных предрассудков масс) и приговорён к 25 годам лишения свободы.
Из вильнюсской Лукишкской тюрьмы отправлен в Озерлаг (Иркутская область), где той же зимой скончался. Похоронен 10 декабря 1949 года на кладбище Озерлага вблизи деревни Шевченко Тайшетского района Иркутской области.

## Память
Мемориальная доска в честь Адама Станкевича установлена на здании Виленской белорусской гимназии.